# Aulacorhynchus sulcatus
El Tucancito verde, también conocido por Ave Pico de Frasco y Tucanete picosurcado, Aulacorhynchus sulcatus es una especie de la Familia Ramphastidae, nativa de Venezuela. Esta ave se puede encontrar entre 1900 y 1500 m s. n. m.

## Descripción
Su pico alcanza unos 7,6 cm de largo, en el macho es curvo y en las hembras es de menor dimensión. Mide aproximadamente 35 cm de longitud y pesa entre  150 y 200 g. Su plumaje es verde, pero alrededor de los ojos es azul celeste, la garganta es blanca (o azul clara en la subespecie A. s. erythrognathus). El pico es negro con marcas color castaño (o amarillo en A. s. calorhynchus).
Es por Decreto "Ave Emblemática del Municipio Chacao", en la Ciudad de Caracas, Venezuela.